# David Narcizo
David Narcizo (Newport (Rhode Island), 6 mei 1966) is een Amerikaans drummer van de voormalige band Throwing Muses. 
Narcizo speelde drums op sommige albums van Tanya Donelly en Kristin Hersh. Nadat de Throwing Muses uit elkaar gingen, startte hij een soloproject van elektronische muziek onder de naam Lakuna.
Hij ontwierp een groot aantal van de hoesjes voor de albums van onder andere de Throwing Muses en Kristin Hersh. Na de tournee van 2003 legde hij zich grotendeels toe op grafische ontwerpen en had geen tijd imeer voor een fulltime tourschema. Wel zorgde hij voor de nieuwe drummer van 50 foot wave. 

## Discografie
Castle of Crime als Lakuna

### Werkte mee als drummer
- Stand Up EP, 1984 (eigen uitgave 7") Throwing Muses
- Doghouse Cassette, 1985 (eigen uitgave, cassette) Throwing Muses
- Untitled, 1986 Throwing Muses
- Chains Changed ep,	1987 Throwing Muses
- The Fat Skier, 1987 (mini-album met 7 nummers), Throwing Muses
- House Tornado, 1988, Throwing Muses
- Hunkpapa, 1989, Throwing Muses
- Dizzy ep, 1989, Throwing Muses
- The Real Ramona, 1991 Throwing Muses
- Counting Backwards ep, 1991 Throwing Muses
- Not Too Soon ep,	1991 Throwing Muses
- Red Heaven, 1992 Throwing Muses
- Firepile (part one) ep, 1992 Throwing Muses
- Firepile (part two) ep, 1992 Throwing Muses
- The Curse (live), 1992 Throwing Muses
- Bright Yellow Gun ep, 1994 Throwing Muses
- University, 1995 Throwing Muses
- Limbo, 1996 Throwing Muses
- Shark ep, 1996 Throwing Muses
- Ruthie's Knocking ep, 1996 Throwing Muses
- Freeloader ep, 1997 Throwing Muses
- In A Doghouse (Heruitgave van Doghouse Cassette en Untitled (1986)), 1998, Throwing Muses
- Live in Providence, 2001, Throwing Muses
- Throwing Muses, 2003, Throwing Muses
- Lovesongs for Underdogs Tanya Donelly.
- Sleepwalk Tanya Donelly
- Beautysleep Tanya Donelly
- Whiskey Tango Ghosts Tanya Donelly
- Sky Motel Kristin Hersh
- Learn to Sing Like a Star (2007), Kristin Hersh